# Karl-Heinz Schoeps
Karl-Heinz Schoeps (* 8. Dezember 1935 in Dinslaken) ist ein deutscher Germanist und emeritierter Professor der University of Illinois in Urbana-Champaign.

## Leben
Schoeps studierte in Freiburg, Innsbruck, Bonn (Staatsexamen 1962 in den Fächern Englisch und Sport) und London (King’s College). Von 1962 bis 1964 studierte er an der University of Kansas in Lawrence, Kansas. Von 1964 bis 1967 war er Studienreferendar und Studienassessor in Wipperfürth und Wuppertal. Nach der Promotion bei Reinhold Grimm zum PhD 1971 an der University of Wisconsin–Madison lehrte er von 1971 bis 2000 als Assistant-, Associate- und Full-Professor der Germanistik (German Studies) an der University of Illinois at Urbana-Champaign.
Seine Forschungsschwerpunkte sind Bertolt Brecht, Literatur im Dritten Reich, DDR-Literatur und Widerstand im Dritten Reich.

## Schriften (Auswahl)
- Bertolt Brecht und Bernard Shaw. Bonn 1974, ISBN 3-416-00966-5.
- "Wandel und Erinnerung: Christa Wolfs Erzählung "Blickwechsel" als Paradigma Ihrer Erzählstruktur." The German Quarterly 52:4 (1979), S. 518–525. ISSN 0016-8831.
- (Mitherausgeber)„Was in den alten Büchern steht ...“. Neue Interpretationen von der Aufklärung zur Moderne. Festschrift für Reinhold Grimm. (Mit Christopher J. Wickham). Frankfurt am Main 1991, ISBN 3-631-43790-0.
- Literatur im Dritten Reich (1933–1945). Weidler Buchverlag, Berlin, 2000. ISBN 3-89693-343-4.
- "Holocaust and Resistance in Vilnius: Rescuers in Wehrmacht Uniforms." German Studies Review, 2008, 31(3), S. 489–512. ISSN 0149-7952.
- Von Hitlers Deutschland zu Trumps Amerika. Das Leben zweier Brüder: Krieg, Nachkriegszeit und die Folgen. Lau-Verlag, Reinbek, 2023 ISBN 978-3-95768-249-9.